# Amar Prem (1972)
Amar Prem (Hindi: अमर प्रेम, Urdu: امر پریم, übersetzt: Unsterbliche Liebe) ist ein Bollywoodklassiker aus dem Jahr 1972 und basiert auf einem Roman des bengalischen Autors Bibhutibhushan Bandyopadhyay. Das Drama ist eine Neuverfilmung des bengalischen Films Nishipadma von Arabinda Mukherjee, der für beide Filme das Drehbuch schrieb. An den Kinokassen war er ebenfalls erfolgreich.

## Handlung
Pushpa ist eine junge Frau, die allerdings ihrem Ehemann kein Kind gebären kann. Für ihn Grund genug sie aus dem Haus zu werfen und eine zweite Frau zu heiraten. Im Dorf wird schon schlecht über Pushpa getuschelt und nach einer falschen Anschuldigung wird sie sogar von ihrer eigenen Mutter aus dem Haus geworfen. Ein Freund der Familie, Nepal Babu, bringt sie nach Kalkutta und steckt sie in ein Bordell. Dort wird sie dank ihrer schönen Stimme schnell zu einem Star und lenkt die Aufmerksamkeit des reichen Alkoholikers Anand Babu auf sich. Dieser besucht Pushpa jede Nacht, da seine eigene Frau ihn komplett vernachlässigt.
Jahre später hat sich Pushpa eine kleine Existenz im Rotlichtmilieu aufgebaut. In einem benachbarten Haus zieht auch schließlich ein Mann aus ihrem Dorf ein, der allerdings nichts mit ihr zu tun haben will. Dennoch freundet sie sich mit dessen kleinem Sohn Nandu an, der von seiner Stiefmutter schlecht behandelt wird. Sie jedoch schenkt ihm all ihre Liebe, als ob Nandu ihr eigener Sohn wäre. Sogar Nandus Arztkosten übernimmt sie, da seine Familie unter ärmlichen Verhältnissen lebt. Pushpa ist umso trauriger, als Nandu mit seiner Familie fortzieht.
Die Jahre vergehen und aus Pushpa ist eine alte Frau geworden. Auch der nun erwachsene Nandu ist wieder in der Stadt und er wünscht sich sehnlichst, Pushpa wiederzusehen. Nachdem er zufällig auf Anand trifft, begleitet er ihn zu ihr. Beide sind überglücklich, sich wiederzusehen und Nandu nimmt sie mit zu sich, um gemeinsam mit seiner kleinen Familie zu leben.

## Musik
| Songtitel             | Sänger/in         |
| --------------------- | ----------------- |
| Doli Mein Bithai Ke   | Sachin Dev Burman |
| Raina Beeti Jaye      | Lata Mangeshkar   |
| Chingari Koi Bhadke   | Kishore Kumar     |
| Kuchh Toh Log Kahenge | Kishore Kumar     |
| Yeh Kya Hua           | Kishore Kumar     |
| Bada Natkhat Hai Yeh  | Lata Mangeshkar   |

## Auszeichnungen
Filmfare Award 1973
- Filmfare Award/Bester Dialog an Ramesh Pant
- Filmfare Award/Bestes Drehbuch an Arabinda Mukherjee
- Filmfare Award/Bester Ton an Jehangir Nowrojee

Nominierungen
- Filmfare Award/Bester Hauptdarsteller an Rajesh Khanna
- Filmfare Award/Bester Playbacksänger an Kishore Kumar für  Chingari Koi Bhadke
- Filmfare Award/Bester Liedtext an Anand Bakshi für  Chingari Koi Bhadke

## Kritik
Der Plot selbst ist relativ dünn und, wage ich es zu sagen, auch etwas voraussehbar – doch es sind die Konstellationen und deren Wechsel im Laufe der Generationen, die den Film voranbringen und dem intimen Werk etwas Episches verleihen. Auch an kleinen sozialkritischen Spitzen mangelt es nicht. Etwa, wenn die ach so fromme Dorfkultur als Hort von Intrigen gezeigt wird, während die vermeintlich sündige Pushpa betet und ausschließlich Gutes tut. (...)